# Sigeberht Ier le Petit
Pour les articles homonymes, voir Sigebert.
Sigeberht le Petit est un roi d'Essex de la première moitié du VIIe siècle.

## Biographie
Sigeberht Ier est mentionné dans l'Histoire ecclésiastique du peuple anglais de Bède le Vénérable, avec le surnom Parvus, « le Petit », comme parent et prédécesseur de Sigeberht II le Bon, qui se convertit au christianisme vers 653.
Les historiens post-Conquête (Guillaume de Malmesbury, Jean de Worcester), le donnent pour fils et successeur de Sæweard. Toutefois, cette identification reste incertaine, car ces mêmes historiens font de Sigeberht Sanctus un arrière-arrière-petit-fils de Sledd, ce qui est beaucoup trop tardif au vu de la chronologie connue. Il est donc possible que ce deuxième Sigeberht soit le fils de Sæweard, auquel cas Parvus pourrait être un fils de Seaxa, le frère de Sæberht.